# Larry Myricks
Lawrence Ellwyne „Larry” Myricks (ur. 10 marca 1956 w Clinton, w stanie Missisipi) – amerykański lekkoatleta.
Startował głównie w skoku w dal. Pierwszy sukces osiągnął w 1979 roku zdobywając mistrzostwo NCAA. W tymże roku oddał również najdłuższy skok w sezonie (8,52 m) zdobywając tym samym mistrzostwo kraju. Powtórzył to jeszcze dwukrotnie: w 1980 i 1989 roku.
W swojej karierze trzykrotnie wystąpił na igrzyskach olimpijskich. W Montrealu (1976) nie zakwalifikował się do finału. W Los Angeles (1984) zajął 4. miejsce. Największy sukces olimpijski odniósł w 1988 roku w Seulu. W konkursie finałowym zdobył brązowy medal rezultatem 8,27 m – przegrał on z swymi rodakami Carlem Lewisem (złotym medalistą) oraz Mike Powellem (srebrnym medalistą).
Poza skokiem w dal Myricks był cenionym sprinterem startującym na 200 metrów. Na tym dystansie jego największym osiągnięciem było sklasyfikowanie na piątej pozycji na świecie w 1983.

## Rekordy życiowe
| Dyscyplina | Wynik  |
| ---------- | ------ |
| Skok w dal | 8,74 m |
| 200 m      | 20,03  |